# Episodi de Le meravigliose disavventure di Flapjack (prima stagione)
La prima stagione della serie animata Le meravigliose disavventure di Flapjack, composta da 20 episodi, è stata trasmessa negli Stati Uniti, da Cartoon Network, dal 5 giugno 2008 al 23 luglio 2009.
In Italia la stagione è stata trasmessa dal 4 aprile al 7 giugno 2009 su Cartoon Network.
| Nº  | Titolo originale                          | Titolo italiano                        | Prima TV USA     | Prima TV Italia |
| --- | ----------------------------------------- | -------------------------------------- | ---------------- | --------------- |
| 1a  | Several Leagues Under the Sea             | La balena dei sette mari               | 5 giugno 2008    | 4 aprile 2009   |
| 1b  | Eye Sea You                               | L'occhio lungo                         | 5 giugno 2008    | 4 aprile 2009   |
| 2a  | Kid Nickels                               | Il piccolo Scricchiolio                | 12 giugno 2008   | 5 aprile 2009   |
| 2b  | The Sweet Life                            | Una vita caramellata                   | 12 giugno 2008   | 5 aprile 2009   |
| 3a  | Several Leagues Above the Sea!            | Il sogno di Bolla                      | 19 giugno 2008   | 11 aprile 2009  |
| 3b  | That's a Wrap!                            | La carta delle caramelle               | 19 giugno 2008   | 11 aprile 2009  |
| 4a  | Shave and a Haircut... Two Friends!       | Il Dottor Barbiere                     | 26 giugno 2008   | 12 aprile 2009  |
| 4b  | Cammie Island                             | L'isola di Carbonel                    | 26 giugno 2008   | 12 aprile 2009  |
| 5a  | Skooled                                   | Istruzione o distruzione               | 3 luglio 2008    | 18 aprile 2009  |
| 5b  | Snarked                                   | Arrivano i Cosaski                     | 3 luglio 2008    | 18 aprile 2009  |
| 6a  | Foot Burn                                 | Piedi bruciati                         | 10 luglio 2008   | 19 aprile 2009  |
| 6b  | Hand It Over                              | Una mano per tutti                     | 10 luglio 2008   | 19 aprile 2009  |
| 7a  | How the West Was Fun                      | Navigando verso ovest                  | 17 luglio 2008   | 25 aprile 2009  |
| 7b2 | K'nuckles Is a Filthy Rat                 | Un ratto di nome Scrocchio             | 17 luglio 2008   | 25 aprile 2009  |
| 8a  | Sittin' Muscle                            | Alla ricerca del fondoschiena perduto  | 24 luglio 2008   | 26 aprile 2009  |
| 8b  | Knot Funny                                | Il festival dei nodi                   | 24 luglio 2008   | 26 aprile 2009  |
| 9a  | Lookin' for Love in All the Wrong Barrels | Un amore impossibile                   | 31 luglio 2008   | 2 maggio 2009   |
| 9b  | Beard Buddies                             | Avventurieri barbuti                   | 31 luglio 2008   | 2 maggio 2009   |
| 10a | Pun Times with Punsie McHale              | Il torneo di barzellette               | 7 agosto 2008    | 3 maggio 2009   |
| 10b | Balance                                   | L'equilibrio delle meraviglie          | 7 agosto 2008    | 3 maggio 2009   |
| 11a | Mechanical Genie Island                   | Il genio meccanico                     | 14 agosto 2008   | 9 maggio 2009   |
| 11b | Revenge                                   | Nemico amico                           | 14 agosto 2008   | 9 maggio 2009   |
| 12a | Oh Brother                                | Il fratellino                          | 21 agosto 2008   | 10 maggio 2009  |
| 12b | Panfake                                   | Il teatrino delle marionette           | 21 agosto 2008   | 10 maggio 2009  |
| 13a | Lead 'Em and Weep                         | La dura legge del leader               | 4 dicembre 2008  | 16 maggio 2009  |
| 13b | Sea Urchins                               | I monelli ballerini                    | 11 dicembre 2008 | 16 maggio 2009  |
| 14a | Whale Times                               | L'isola del bucato                     | 12 febbraio 2009 | 17 maggio 2009  |
| 14b | Love Bugs                                 | Malati d'amore                         | 12 febbraio 2009 | 17 maggio 2009  |
| 15a | Sea Legs                                  | Due gambe da urlo                      | 5 marzo 2009     | 23 maggio 2009  |
| 15b | No Syrup for Old Flapjacks                | L'isola sciroppata                     | 12 marzo 2009    | 23 maggio 2009  |
| 16a | Plant Man                                 | L'uomo pianta                          | 19 marzo 2009    | 24 maggio 2009  |
| 16b | Fish Heads                                | Teste di pesce                         | 26 marzo 2009    | 24 maggio 2009  |
| 17a | Something's a Miss                        | La voce mancante                       | 11 giugno 2009   | 30 maggio 2009  |
| 17b | Gone Wishin                               | La regina delle sirene                 | 11 giugno 2009   | 30 maggio 2009  |
| 18a | Ben Boozled                               | Truffa Tore                            | 18 giugno 2009   | 31 maggio 2009  |
| 18b | Candy Cruise Blues                        | La sciagurata crociera delle caramelle | 25 giugno 2009   | 31 maggio 2009  |
| 19a | My Guardian Angel Is Killing Me!!         | Un angelo custode soffocante           | 2 luglio 2009    | 6 giugno 2009   |
| 19b | Dear Diary                                | Il diario segreto                      | 9 luglio 2009    | 6 giugno 2009   |
| 20a | Diamonds in the Stuff                     | Diamanti nella fogna                   | 16 luglio 2009   | 7 giugno 2009   |
| 20b | TeeHee Tummy Tums                         | Cicci Pancino Panciò                   | 23 luglio 2009   | 7 giugno 2009   |

## La balena dei sette mari
Dopo che Flapjack si vanta della velocità di Bolla, viene sfidato in una corsa attraverso il pericoloso "sea of teeth", dal malvagio Inventore con la sua Balena-alfa.

## L'occhio lungo
Flapjack e Scrocchio se ne vanno per fare il bucato, lasciando sola Bolla. I due, osservandola, scoprono che questa spia gli abitanti di Tempestalunga dai buchi del pontile.

## Il piccolo Scricchiolio
Capitan Scrocchio punta Flapjack ad una partita di Poker, ed i due finiscono per litigare. Scrocchio sostituisce Flapjack con un ragazzo vinto a carte: Scricchiolio, mentre Flap diventa apprendista banchiere. Il capitano finisce per rimpiangere l'amicizia di Flapjack, e sfida il banchiere per riconquistarlo.

## Una vita caramellata
Scrocchio e Flapjack diventano amici della donna più ricca in tutta la baia di Tempestalunga, Lady Nickelbottoms, al fine di rubare le migliaia di caramelle che compongono la sua villa. Ma i loro piani vanno in fumo, e Capitan Scrocchio si trova coinvolto in un duello all'ultimo sangue, contro Lord Nickelbottoms.

## Il sogno di Bolla
Bolla e Flapjack incontrano il fratello gemello buono del malvagio Inventore, il Professore, il quale costruisce “Il Grande Aggeggio Volante” per realizzare il sogno di Bolla, per la quale ha una cotta. Ma quando la balena afferma di non ricambiare gli stessi sentimenti, e di vederlo come un amico, questi si deprime, ed essendo l'unico a saper pilotare “Il Grande Aggeggio Volante”, mette tutti in pericolo, dato che il velivolo si trova nel mezzo di una burrasca.

## La carta delle caramelle
Flapjack e Capitan Scrocchio si accordano con Larry Mentapiperita per trovare varie carte di caramelle in cambio di dolciumi, ma, dopo un litigio con il ragazzo, Scrocchio scopre che Larry, in realtà, stava cercando una carta speciale, con una X sopra, per comporre la mappa per l'Isola Caramellata.

## Il Dottor Barbiere
Quando Capitan Scrocchio crede di aver trovato la mappa per l'Isola Caramellata, chiede a Flapjack di leggerla. Tuttavia il ragazzo dice di essere cieco, anche se ha solo bisogno di tagliare i capelli, così il capitano lo accompagna dal Dottor-Barbiere, il quale, dopo aver saputo della mappa, la ruba e parte con i suoi aiutanti, inseguito da Flapjack, Scrocchio e Bolla. Alla fine della loro avventura si scopre che in realtà era una mappa disegnata dal ragazzo per il capitano.

## L'isola di Carbonel
Scrocchio e Flapjack si imbarcano, travestiti da sardine, su una nave che credono diretta all'Isola Caramellata. Finiscono invece sulla misteriosa Isola di Carbonel. Qui Flapjack fa amicizia col frainteso e solitario mostro dell'isola, mentre Scrocchio costruisce tre zattere: la prima fatta di pesce (viene divorata da uno squalo), la seconda fatta con banane (viene divorata da un gorilla in mare), la terza di legno.

## Istruzione o distruzione
Quando Flapjack crede di essere ignorante, chiede a Scrocchio di portarlo a scuola. Il capitano scopre di essere incapace di tenere il passo con gli altri studenti, e, dato che non riceve caramelle in premio, decide di rubarle di notte. Ma scopre che la maestra Miss Teriosa e gli studenti sono marionette comandate dal mostruoso polpo Willy Otto Braccia, che in realtà si rivela essere la stessa Miss Teriosa travestita, per far imparare a Scrocchio e Flapjack la differenza tra destra e sinistra.

## Arrivano i Cosaski
Flapjack e Capitan Scrocchio pensano che Bolla è stata rapita da una ciurma di terribili marinai, chiamati da tutti “Cosaski”, così si intrufolano sulla loro nave, fatta di gigantesche ossa, per trovarla. Alla fine si scopre che Bolla non è stata rapita, ed i Cosaski sono marinai carcerieri, che trasportano pericolosi criminali, liberati da Scrocchio e Flapjack poiché li avevano scambiati per prigionieri.

## Piedi bruciati
Flapjack e Scrocchio, dopo aver dormito con i piedi al sole, se li bruciano. Per curarli, i due devono ottenere il “Bacio di Balena”, ma per raggiungere Bolla salgono su un tram guidato da un'autista orripilante, la quale aveva un conto in sospeso con il capitano, e si rivela lentissima, cosicché Scrocchio prende il comando, portando Flapjack in un movimentato viaggio per raggiungere Bolla.

## Una mano per tutti
Scrocchio viene accusato da Capitan Mancino, un pirata, di avergli rubato la mano (di legno), così il capitano racconta a Flapjack di averla persa in un tritarifiuti da giovane, ed essersi intagliato una mano di legno da un modello esposto in una bottega. Nonostante la storia sia vera, Flapjack, cercando delle prove per aiutare Scrocchio, scopre invece che questi gli ha mentito, così che la loro amicizia viene messa a dura prova, e tutti gli abitanti di Tempestalunga si riprendono parti del corpo di Scrocchio, dal quale credevano di essere stati derubati. Alla fine si scopre che il capitano, ormai composto solo dagli occhi e dal naso, non aveva rubato la mano di Capitan Mancino, ed il modello sul quale aveva costruito la sua era un grattino per la schiena.

## Navigando verso ovest
Dopo che Scrocchio racconta a Flapjack quanto è pericoloso l'Ovest, il ragazzo convince il capitano e Bolla a partire con lui, alla ricerca dell'Isola Caramellata. I tre si inoltrano nel pericoloso Ovest, ma dopo vari giorni Bolla decide di ritornare. Flapjack, per non lasciare l'impresa, carica Scrocchio su una zattera, e prosegue ad Ovest. Il ragazzo e Scrocchio, dopo aver bevuto acqua di mare, hanno delle allucinazioni, finché vengono ritrovati da Bolla, e ritornano a Baia Tempestalunga.

## Un ratto di nome Scrocchio
Flapjack, mentre Scrocchio è partito per incontrare i suoi genitori (trasformati in gabbiani da un genio), trova un ratto in mare, e decide di chiamarlo Capitan Scrocchio II. Dopo averlo curato lo mostra ad ogni abitante di Tempestalunga. Il topo, arrabbiato, poiché i paesani scacciano lui ed il ragazzo, trasmette pulci appestate a tutti i cittadini, compreso Capitan Scrocchio. Flapjack porta il ratto sull'Isola Appestata, e dopo che Capitan Scrocchio II incontra una topolina, una nave composta dagli abitanti di Tempestalunga fa salire Flapjack. Scrocchio dice che “nessuno può vivere senza di lui” difatti il sangue del ragazzo è l'unico a non essere stato contaminato, e serve per trovare la cura per i cittadini malati di peste.

## Alla ricerca del fondoschiena perduto
Flapjack, Bolla e Scrocchio partono per i Confini della Terra, per ritrovare il “muscolo d'appoggio" (il fondoschiena) perduto del capitano, congelato dentro un iceberg.

## Il festival dei nodi
Scrocchio, di ritorno dal “Festival dei Nodi di Baia Tempestalunga”, si ricorda di aver promesso a Flapjack che l'avrebbe portato alla fiera. Il ragazzo tormenta il capitano, e questi, per farlo stare zitto, gli racconta la leggenda di Muto Mike, e fa finta di lanciargli una maledizione. Flapjack fa credere a Scrocchio che l'incantesimo lo ha fatto diventare muto, cosicché il capitano è costretto a portarlo al Festival dei Nodi, per farlo visitare dal Dottor-Barbiere. Dopo che il ragazzo si è divertito, Scrocchio scopre che Flapjack aveva solo finto di essere muto, tanto che inizia ad imprecare, e vince anche la coppa per “Il più Grande Maleducato di Tempestalunga". Per farsi perdonare Flapjack canta una bellissima canzone “Il Mio Amico capitano”, dedicata a Scrocchio, ed altre 200 canzoni composte da lui. Tornato da Bolla, a Flapjack manca ancora la voce, ma questa volta realmente, per aver cantato così a lungo.

## Un amore impossibile
Capitan Scrocchio, dopo aver detto a Flapjack che non ci si può fidare delle donne, racconta che, alcuni anni prima, era stato lasciato solo ad un “Kissing Party”, da Gertrude, la sua ex fidanzata, che era fuggita su una barca, dopo averlo fatto deridere da tutti gli invitati. Scrocchio va per la baia, a prendere in giro tutte le coppie, quando incappa in una vetrina, e si innamora perdutamente del suo stesso riflesso, credendolo una donna. Flapjack, per assecondarlo, costruisce un manichino con un vestito, una parrucca ed uno specchio. Scrocchio finisce per sposare sé stesso, e Flapjack costruisce dei piccoli specchietti, ovvero i figli del capitano.

## Avventurieri barbuti
Scrocchio racconta a Flapjack che la sua barba è talmente perfetta che è costretto a tenere il cappello, perché se i raggi del sole la illuminassero, questa accecherebbe tutti. A Tempestalunga si svolge un concorso per la barba più bella, e come premio vi è la mano della figlia di Larri Mentapiperita e Moglie Caramella. Flapjack, credendo che la ragazza sia fatta di caramelle, chiede a Scrocchio di partecipare, ma scopre che, in realtà, la sua barba è finta, così si ricopre di peli, e partecipa al concorso come barba di Scrocchio. I due stanno per vincere, ma il trucco viene svelato, e Perfidella vince, come donna più barbuta, ma alla fine si scopre che la figlia di Larry è umana, poiché è stata adottata.

## Il torneo di barzellette
Flapjack aiuta Larry Mentapiperita ad allenarsi per il Torneo di Barzellette, nel quale gareggerà contro la leggenda dei giochi di parole: Felice Milledenti. Ma dopo che questo comico ruba la scena a Larry, e si dimostra cattivo con Flapjack, Capitan Scrocchio sale sul palcoscenico per dargli una lezione, ma, con Flapjack, crea una scena talmente comica che i due si guadagnano gli applausi degli spettatori, al posto di Larry e Felice Milledenti.

## L'equilibrio delle meraviglie
L'arrivo a Baia Tempestalunga di W.D. Arruffamontone, ed il suo innovativo cinematografo, distoglie Capitan Scrocchio dalla ricerca di avventure. Flapjack impegna il tempo stando in equilibrio su un'asse di legno, e diventa la più grande star del cinema di Tempestalunga.

## Il genio meccanico
Flapjack e Capitan Scrocchio approdano su un'isola, dove un Genio Meccanico propone una scommessa: se i due avventurieri vincessero, il genio direbbe loro dove si trova l'Isola Caramellata, in caso contrario diventerebbero i suoi schiavi. Flapjack e Scrocchio perdono, e sono costretti a servire il Genio Meccanico in ogni sua assurda richiesta, fino a che il capitano si innervosisce a tal punto che sotterra il Genio nella sabbia. I due scoprono che questi era un giocattolo, radiocomandato da un Bebè Gigante.

## Nemico amico
Flapjack e Scrocchio sono costretti da Perfidella a pulire un'intera nave. Il capitano, per non faticare, dice al ragazzo che lavare la coperta della nave farà di lui un miglior avventuriero, così Flapjack si accolla anche il lavoro di Scrocchio. Il capitano dice al ragazzo che un vero avventuriero ha tanti nemici, così Flapjack gira tutta Baia Tempestalunga, tentando di farsi detestare da tutti, ma nessuno sembra disposto ad odiare il ragazzo. Flapjack, infine, incontra un gruppo di marinai mutanti, infuriati con lui, poiché aveva pulito così bene la loro nave, che agli uomini piaceva sudicia. Flapjack, seppur contento, sta per essere picchiato, quando Scrocchio, per farlo scappare, ferma i marinai, dicendo che il ragazzo deve fare un discorso ai suoi nemici. Flapjack, in questo discorso, ringrazia moltissimo i mutanti di odiarlo, e soprattutto Capitan Scrocchio, che facendogli pulire anche la sua parte di nave gli ha permesso di farsi dei nemici. I marinai, dopo il discorso, picchiano Scrocchio, che, tornato da Bolla e Flapjack, consegna al ragazzo un biglietto con scritto “ti odio!”, diventando così, per la gioia di Flapjack, il suo peggior nemico, ed il suo più grande amico.

## Il fratellino
Scrocchio dice a Flapjack che non sarà mai un avventuriero, fino a che non saprà cosa significa occuparsi di un bambino (come il capitano fa con lui), così Flapjack si mette alla ricerca di un fratellino. Chiede a Bolla come nascono i bambini, mettendola in difficoltà, cosicché lei gli racconta che lo ha trovato in mezzo ad un grumo di alghe. Flapjack trova un'anatra tra le alghe, credendola un bebè. Il ragazzo ruba delle parti del corpo a Scrocchio, e dà all'anatra un aspetto umano. Flapjack si occupa del “fratellino” tutto il giorno, ma alla fine l'anatra riesce a volar via, lasciando il ragazzo avvilito.

## Il teatrino delle marionette
Perfidella, vedendo delle marionette a forma di topo, manovrate da Larry Mentapiperita, crede che la ‘'Bottega delle Golosità'’ sia infestata, e la fa chiudere. Larry crea una nuova marionetta, che assomiglia a Flapjack: Pancake. Il ragazzo si sente umiliato, poiché lo spettacolo viene seguito da tutti gli abitanti di Tempestalunga. A Pancake si aggiungono due marionette ridicole raffiguranti Scrocchio e Bolla. Per mettere fine al tutto, Flapjack decide di lavorare per Perfidella, credendo che a nessuno sarebbe interessato uno spettacolo su di lei. Tuttavia i cittadini apprezzano il nuovo personaggio, ma la vera Perfidella arriva, facendo andar via tutti. La donna, infine, stringe un patto con Larry, restituendogli la ‘'Bottega delle Golosità'’, in cambio di un uomo fatto di cioccolato.

## La dura legge del leader
Bolla, credendo che Capitan Scrocchio abbia una cattiva influenza su Flapjack, dice al ragazzo di provare a condurlo, anziché seguirlo. Flap, seguendo i consigli di un addestratore, finisce per ipnotizzare Scrocchio, facendogli credere di essere una foca, cosicché il capitano scappa da Baia Tempestalunga, seguendo l'addestratore. Il ragazzo e Bolla, infine, partono alla ricerca di Scrocchio, e lo fanno ritornare in sé.

## I monelli ballerini
Bolla manda Flapjack e Scrocchio a comprare una mensola nella “zona malfamata” della città. Il ragazzo viene preso di mira da un gruppo di ragazzi teppisti, i quali trafugano la bocca di bolla rubando ogni cosa. Per recuperare i loro beni, Flapjack e Scrocchio si recano dai malandrini, ed il ragazzo viene sfidato ad una gara di ballo. Alla fine i “Monelli Ballerini” vengono rimproverati dai genitori, grandi ammiratori del capitano, cosicché i ragazzi e Flap fanno pace, diventando amici.

## L'isola del bucato
Bolla si innamora di una grossa balena di nome Harvey, che rapisce Flapjack e Capitan Scrocchio, per metterli ai lavori forzati sull'“Isola del Bucato”. Bolla, intanto, crede che i due siano ancora dentro la sua bocca, e la prendano in giro ignorandola, ma si rende ben presto conto che non ci sono. Flapjack fa accidentalmente cadere della biancheria in mare, ed Harvey arriva, infuriato. Bolla vede la biancheria finita in mare, e capisce che l'ha piegata il suo bambino, così si dirige verso l'“Isola del Bucato”, e mette K.O. Harvey.

## Malati d'amore
Flapjack, dopo aver conosciuto una graziosa ragazzina di nome Sally Sciroppo, si accorge che, pensando a lei, spuntano dei cuoricini sopra la sua testa, così crede di essersene innamorato, il che è, secondo il capitano, la peggior cosa che può accadere ad un avventuriero. Scrocchio e Larry avviano una vendita dei cuoricini, che diventano famosissimi in tutta Baia Tempestalunga, sino a che il Dottor-Barbiere, volendone assaggiare uno, si accorge che, in realtà, i cuoricini sono insetti succhia sangue. Flapjack, ormai dissanguato, chiede aiuto a Sally, che, estratta la regina degli insetti dall'orecchio del ragazzo, li porta via dalla Baia, salpando per l'“Isola Sanguinosa”. Scrocchio, infine, si scusa con Flapjack per averlo sfruttato, e si toglie il cappello, ma sopra la sua testa appare un cuoricino. Il capitano tenta di giustificarsi, affermando che un insetto era rimasto sotto il suo copricapo, ma andandosene si gira, guardando Moglie Caramella.

## Due gambe da urlo
Dopo che Flapjack trova un paio di enormi gambe alla deriva, Scrocchio le usa per terrorizzare tutta la Baia di Tempestalunga. Arriva però il busto del mostro a cui appartenevano le gambe, il quale viene a reclamarle. Così, dopo una battaglia per il loro possesso, dal quale Scrocchio esce perdente, il mostro distrugge Tempestalunga, ed il capitano viene abbandonato anche dalle sue vecchie gambe, per averle offese.

## L'isola sciroppata
Bolla racconta a Flapjack l'origine del suo nome: la balena, dopo averlo trovato in mare, sentì un delizioso profumo, e dopo aver chiesto ad un marinaio cosa stava cucinando, lui disse “Flapjack”, e Bolla decise di dare questo nome al suo bambino. Il ragazzo, pronto per assaggiare le sue prime “speciali flapjacks”, viene fermato dal capitano, il quale afferma che il dolce va mangiato solo con lo Sciroppo d'Acero, così i due si recano all'“Isola dello Sciroppo”. Lì, dopo aver faticosamente prodotto una bottiglia di sidro, vengono fatti prigionieri dal Re, ma liberati dalle “speciali flapjacks”, ammuffite talmente tanto che hanno preso vita propria. La flapjack ammuffita diventa il nuovo Re dell'Isola, e decide di produrre lo Sciroppo d'Acero.

## L'uomo pianta
Flapjack scopre un frutto, il che non si vedeva da anni a Baia Tempestalunga, ma Scrocchio se lo mangia. Gli abitanti della baia vogliono tagliargli la pancia, ma il capitano promette loro di riportarne un altro, così si dirige con Flapjack su un'isola. I due hanno problemi a prendere della frutta, nonostante questa abbondi, a causa di un Uomo Pianta. Alla fine riescono ad imbrogliare la creatura, che addenta un sasso, spezzandosi i denti, così baratta della zuppa di pesce con la frutta.

## Teste di pesce
Flapjack e Scrocchio sono costretti da Perfidella a raccogliere le teste di pesce che sporcano la Baia. I due vendono le teste al Dottor-Barbiere, ma questi dà vita a mostruose creature composte da capelli e teste di pesce.

## La voce mancante
Flapjack viene scambiato da tutti per una ragazza, così Scrocchio cerca di tramutarlo in un “vero uomo”, insegnandogli postura e comportamento adatti ad un rude avventuriero, e cambiandogli anche look. Purtroppo il ragazzo scopre che è la sua voce a dover essere cambiata, così si reca, all'insaputa di Bolla e Capitan Scrocchio, dal Dottor-Barbiere, per sottoporsi ad un pericoloso intervento chirurgico. La balena ed il capitano lo vengono a sapere, così Scrocchio si precipita dal medico. Flapjack è uscito indenne dalla chirurgia, ma la sua voce ora è ancor più femminile. Il Dottor-Barbiere si giustifica dicendo che, dato che il ragazzo gli aveva chiesto di modificare la voce, e la sua era da “giovane uomo”, questi gliela aveva cambiata in voce da “giovane donna”. Flapjack chiede di riavere la sua voce, ed il Dottor-Barbiere opera un altro intervento, aggiungendo dei baffi al ragazzo, per dagli un'aria da uomo.

## La regina delle sirene
Scrocchio riesce a fuggire dai tritoni che lo inseguivano, dopo aver rubato il cuore di una Sirena. Questo cuore è pieno di caramelle a forma di lacrima, ognuna delle quali esaudisce un desiderio. Flapjack ed il capitano sprecano lacrime tutto il giorno, desiderando cose strambe ed inutili. Alla fine il ragazzo si accorge che la Sirena sta morendo, e si sente terribilmente in colpa, così va da Scrocchio, e cerca di convincerlo a restituire il cuore. Il capitano, rimasto con due caramelle, tenta di persuadere Flapjack ad utilizzarle per raggiungere l'“Isola Caramellata”. Il ragazzo prega Scrocchio di non usare le lacrime, ma questi desidera “un cappello nuovo ed un Corn-Dog” e “andare sull'Isola Caramellata". L'ultimo desiderio, naturalmente non si realizza, poiché il cappello ed il Corn-Dog sono già due desideri. La Sirena, a questo punto, si dimena, trascinata dalle onde, in un terribile spettacolo, ma subito dopo diventa una bellissima “Vergine del Cielo”, dato che quando un avventuriero ruba il cuore di una Sirena questa si libra tra le nuvole. La Vergine del cielo, infine, rammenta a Flapjack di non smettere mai di sognare.

## Truffa Tore
Flapjack e Scrocchio sono in una bottega, poiché hanno ricevuto dei buoni-caramelle da usare in quel locale, ma scoprono, insieme a tutti gli altri clienti, che Truffa Tore, il più spietato arruolatore del mondo, li aveva fatti andare li per tender loro una trappola. La bottega è piena di botole, che si aprono inghiottendo i marinai. Flapjack, con la schiuma alla bocca, tenta di sfondarne una, gridando “Avventuraaaaaa!”, ma Capitan Scrocchio riesce a salvare lui ed il ragazzo. Finalmente fuori dal locale, si accorge che Flapjack sta saltando sopra una botola, e nel tentativo di acchiapparlo, cade insieme a lui, finendo sulla nave di Truffa Tore. I due sono messi ai lavori forzati, come rematori, e Scrocchio viene preso a botte varie volte dal secondino. Flapjack interviene, e riesce ad ottenere il suo ruolo. Il ragazzo riceve promozioni di continuo, fino a che diventa quartiermastro. La nave di Truffa Tore viene attaccata dai pirati, e Flapjack suggerisce al capitano di contrattaccare, ma si ricorda, ormai troppo tardi, che aveva gettato le palle di cannone in mare, unite da dei mutandoni. Quando il capitano-pirata sta per ordinare l'arrembaggio, il ragazzo viene nominato capitano, e gli racconta la storia delle palle di cannone. Il pirata si mette a ridere, andando avanti per mesi e mesi, alla fine libera la ciurma, portando con sé solo Truffa Tore, che aveva preso il ruolo di Pappagallo, mentre Capitan Flapjack libera i prigionieri.

## La sciagurata crociera delle caramelle
Flapjack trova i soldi per imbarcarsi su una crociera “alimentata a caramelle”. Il capitano, non avendo denaro, prende il posto della polena, buttandola in mare. Scrocchio e Flapjack mangiano dolciumi a non finire, ed il capitano della crociera racconta a Lady Nickelbottoms che la polena è stata intagliata da lui stesso, per salvarsi dall'ira di Tritone, e se andasse perduta il dio del mare si infurierebbe. Difatti, dopo poco, appare Tritone, che pretende spiegazioni, allora Scrocchio confessa. Il dio del mare reclama un sacrificio per il torto subito, e chiede il naso del capitano, l'unica parte del corpo non sostituita da una protesi. Scrocchio è sull'orlo della disperazione, ma a Flapjack viene un'idea, e scambia il tributo con uno stivale simile al naso del capitano. Purtroppo alla fine si scopre che il ragazzo aveva fatto un errore, ed aveva dato a Tritone il vero naso.

## Un angelo custode soffocante
Flapjack salva Capitan Scrocchio da un granchio, e lo racconta a Bolla. La balena lo convince di essere un angioletto, l'angelo custode “di un delinquente che ha continuo bisogno di protezione e assistenza” (parole di Bolla per indicare il capitano). Flapjack, allora inizia a proteggere Scrocchio da qualunque cosa, fino a che il capitano è esaurito, e chiede aiuto al Dottor-Barbiere. Questi gli consiglia di fingersi morto, per poi “resuscitare” col “tonico risvegliante”, e lasciare Baia Tempestalunga per sempre. Così Capitan Scrocchio si fa ipnotizzare, e si celebrano i funerali. All'esequie, il Dottor-Barbiere, dimenticandosi del suo compito, parte per le vacanze. Flapjack fa un discorso strappalacrime, dopodiché, quando Scrocchio sta per essere gettato in mare, come usanza dei marinai, il ragazzo lo abbraccia, inondandolo di lacrime, e così risvegliandolo dal coma. Cercando una spiegazione, i due leggono sul “tonico risvegliante” che era composto per il 100% da pure lacrime di angelo custode.

## Il diario segreto
Flapjack si alza a notte fonda, per scrivere sul suo diario segreto. Capitan Scrocchio se ne accorge, e tenta di scoprire cosa c' è scritto, credendo fermamente che il libro sia un monumento alle sue imprese. Il giorno dopo, e quello successivo, Bolla e Scrocchio leggono il suo diario, e quando Flapjack li scopre, decide di andare a vivere da eremita, su un'isola. Il ragazzo scopre delle banane, ovvero il diario segreto di una scimmietta. Questa si offende e scappa. Alla fine arrivano Bolla e Capitan Scrocchio, i quali chiedono scusa al ragazzo.

## Diamanti nella fogna
Flapjack, dopo esser stato preso in giro da Lord Ridolini, per il fatto che il ragazzo ed il capitano sono poveri, scopre che il signorino aristocratico butta i diamanti nella fogna. Scrocchio accompagna Flapjack lungo gli scarichi di Tempestalunga, ed i due si divertono a terrorizzare i nobili, che, credendoli fantasmi, vanno a denunciare l'accaduto alla polizia. Le autorità inondano i canali, per stanare gli “spiriti”, ma scoprono ben presto che si tratta del ragazzo e del capitano. Infine Lord Risolini si scopre essere il nipote di Perfidella, per niente nobile, il quale si era vendicato della zia buttando del Salgemma nella fogna. Flapjack e Scrocchio vengono messi in prigione, ma almeno mangiano gratis per tutto il periodo di detenzione.

## Cicci Pancino Panciò
Flapjack scopre che, lasciando qualche caramella in un contenitore vicino al porto, la mattina vi si ritrova un pettine. Deciso a conoscere chi svolge questo lavoro, fa amicizia con Cicci Pancino Panciò, uno strano individuo con un sacco sulla testa, che vive miseramente con la sua famiglia. Flapjack lo convince a vendere i suoi pettini porta a porta, ma senza un grande successo. Il Dottor-Barbiere, riconoscendo la qualità della merce, accetta di comperarli a condizione che si tolga il sacco. Cicci Pancino Panciò, molto insicuro, scopre il suo volto. Tutti sono affascinati, poiché lui è l'uomo più bello del mondo, e lo ricoprono di denaro, per vederlo. Cicci Pancino Panciò riesce a scappare, e spiega a Flapjack che vuole essere riconosciuto per la sua bravura e non per la sua bellezza, così salpa insieme alla famiglia, buttando a mare i soldi.